# Atrosetaphiale flagelliformis
Atrosetaphiale flagelliformis är en svampart som beskrevs av Matsush. 1995. Atrosetaphiale flagelliformis ingår i släktet Atrosetaphiale, divisionen sporsäcksvampar och riket svampar.   Inga underarter finns listade i Catalogue of Life.